# 강의법
강의법은 교과에 특성에 상관없이 대부분의 수업에서 가장 많이 사용되는 교수방법으로서 지식이나 기능을 교사중심의 설명을 통해서 학습자에게 전달하기 때문에 설명식 수업 모형에 해당된다.

### 역사적 발전
고대 희랍시대부터 민주주의 과정의 중심이 되고 의사소통의 기본이 되는 것이 웅변이었다. 이 웅변의 효율적인 방법의 하나로 발전한 것이 Protagoras의 모순반박의 방법이었다. 즉, 어떠한 그릇된 주장을 먼저 제시하고 그것을 웅변의 출발점으로 삼아 그것을 분석하여 모순임을 밝히고 비난하면서 자신의 옳은 주장을 전달 제시하던 것이 강의법에 활용되기 시작하였다. 중세기에는 수도원을 중심으로 일어난 스콜라철학의 교수법을 거쳐 발달하였고 근대에 와서 Herbart의 4단계 강의식 교수법으로 체계화되었다.